# Dollosches Gesetz
Das Dollo’sche Gesetz der Irreversibilität der Entwicklung bezieht sich auf das biologische Fachgebiet der Evolution und besagt, dass eine gewisse Komplexität, einst verloren gegangen, keinesfalls in einem phylogenetisch jüngeren Organismus vollständig re-evolutioniert werden kann. So erscheinen einmal ausgestorbene Tierarten nicht erneut in der Erdgeschichte. Aber auch verschwundene komplexe Merkmale werden nie auf dem umgekehrt gleichen Weg wieder komplett hergestellt.
Dieses auch als Dollos Gesetz oder Dollos Regel bezeichnete Phänomen wurde etwa 1890 von dem französischen Paläontologen Louis Dollo (1857–1931) formuliert und besagt, dass Evolution als gerichteter Prozess (Orthoevolution) abläuft und prinzipiell unumkehrbar ist.
So haben z. B. die Paarhufer und Unpaarhufer mit ihrer reduzierten Zehenzahl niemals mehr Arten mit wieder höherer Zehenzahl hervorgebracht. Zum Wasserleben übergegangene Säuger haben niemals wieder Kiemen ausgebildet, obwohl solche stets embryonal angelegt werden.
Dollos Gesetz umfasst nicht die Re-Evolution von teilweise ursprünglichen Strukturen oder weniger komplexen Mechanismen, wie z. B. der sekundäre Wassergang der Landwirbeltiere (Wale, Delfine). Des Weiteren bleibt auch die konvergente Entwicklung hin zu funktionell identischen Organen unberücksichtigt.
Es wurden verschiedene Ausnahmen vorgeschlagen, in denen das Gesetz anscheinend verletzt ist. Michael F. Whiting und Kollegen fanden bei Gespenstschrecken, dass einige Arten ihre Flugfähigkeit erst verloren, 50 Millionen Jahre später aber wiedererlangten. Schneckenarten entwickelten gedrehte Gehäuse, deren Vorfahren vereinfachte, ungedrehte Schalen besessen haben. Bei einer Familie der Hornmilben trat in einer Entwicklungslinie erneut sexuelle Fortpflanzung auf, die bei den Vorfahren, vermutlich bereits vor Millionen Jahren, verloren gegangen war.  Auf molekularer Ebene wurde allerdings 2009  das Gesetz beim Studium der Entwicklung von Glukokortikoid-Rezeptoren bestätigt.
Die Schlüssigkeit der morphologischen Gegenbeispiele wird von anderen Wissenschaftlern bestritten, die darauf aufmerksam machen, dass hier methodische Fehler in den zugrunde liegenden Modellen gravierende Auswirkungen haben können. Dies bedeutet, dass möglicherweise andere Erklärungen ohne Verletzung des Dolloschen Gesetzes die Fakten ebenso gut oder besser erklären könnten. Eine abschließende Klärung, ob das Dollosche Gesetz in der Natur tatsächlich verletzt wird, steht damit noch aus.